# 2023年フランスグランプリ (フィギュアスケート)
2023年フランスグランプリ（フランス語:  Grand Prix de France 2023）は2023年にフランスで開催されたフィギュアスケートの国際競技会。国際スケート連盟による2023/2024 ISUグランプリシリーズの第3戦である。

## 概要
2023年フランスグランプリは、2023-2024シーズンのグランプリシリーズフランス大会。2023年11月3日から5日にかけて、シニアクラスの男女シングル、ペア、アイスダンス競技がアンジェのアンジェアイスパルクで行われた。

## 選手招待
今大会開催国の統括団体であるフランスアイススポーツ連盟に対しては、各種目定員のうち最大3人(組)の出場枠が用意された。

### 欠場及び棄権
WD

ダニエル・グラスル

 エリー・カム and ダニエル・オシェイ

 ケイトリン・ホワイエク and ジャン＝リュック・ベイカー

### エントリー
| 男子シングル                              | 女子シングル           | ペア                                                          | アイスダンス                                                                                    |
| ----------------------------------------- | ---------------------- | ------------------------------------------------------------- | ----------------------------------------------------------------------------------------------- |
| 金博洋                                    | ニーナ・ピンザローネ   | リア・ペレイラ and トレント・ミショー                         | ロランス・フルニエ・ボードリー and ニゴライ・サアアンスン                                       |
| アダム・シャオ・イム・ファ                | ヤナ・ユルキネン       | カミーユ・コヴァレフ and パヴェル・コヴァレフ                 | マリー＝ジャード・ローリオ and ロマン・ルギャック                                               |
| Luc ECONOMIDES                            | リー・セルナ           | オクサナ・ブイヤモス and フラビアン・ジニオー                 | マリー・デュパヤージュ and トーマス・ナバイス                                                   |
| Landry le MAY                             | Maia MAZZARA           | Oceane PIEGAD and Denys STREKALIN                             | エフゲニア・ロパレバ and ジェフリー・ブリソー                                                   |
| スティーブン・ゴゴレフ ダニエル・グラスル | ロリーヌ・シルド       | サラ・コンティ and ニッコロ・マチー                           | Natacha LAGOUGE and Arnaud CAFFA                                                                |
| ニコライ・メモラ                          | アナスタシヤ・グバノワ | アンナ・バレシ and マヌエル・ピアッザ                         | シャルレーヌ・ギニャール and マルコ・ファッブリ                                                 |
| 鍵山優真                                  | 千葉百音               | エリー・カム and ダニエル・オシェイ                           | リム・ハンナ and イェ・クアン                                                                   |
| 片伊勢武アミン                            | 樋口新葉               | ヴァレンティーナ・プラザ and マキシミリアーノ・フェルナンデス | クリスティーナ・カレイラ and アンソニー・ポノマレンコ                                           |
| 島田高志郎                                | 住吉りをん             | ―                                                             | オリヴィア・スマート and ティム・ディーク ケイトリン・ホワイエク and ジャン＝リュック・ベイカー |
| ルーカス・ブリッチギー                    | イ・ヘイン             | ―                                                             | ロレイン・マクナマラ and アントン・スピリドノフ                                                 |
| イリア・マリニン                          | キミー・レポンド       | ―                                                             | ―                                                                                               |
| カムデン・プルキネン                      | イザボー・レヴィト     | ―                                                             | ―                                                                                               |

### 出場選手変更
| カテゴリー   | 欠場/棄権                                             | 追加招集                                  |               |
| ------------ | ----------------------------------------------------- | ----------------------------------------- | ------------- |
| カテゴリー   | 男子シングル                                          |                                           | Landry le MAY |
| 男子シングル |                                                       | Luc ECONOMIDES                            |               |
| 女子シングル |                                                       | Maia MAZZARA                              |               |
| 女子シングル |                                                       | ロリーヌ・シルド                          |               |
| ペア         |                                                       | Oceane PIEGAD and Denys STREKALIN         |               |
| アイスダンス |                                                       | atacha LAGOUGE and Arnaud CAFFA           |               |
| 男子シングル | ダニエル・グラスル                                    | スティーブン・ゴゴレフ                    |               |
| ペア         | エリー・カム and ダニエル・オシェイ                   |                                           |               |
| アイスダンス | ケイトリン・ホワイエク and ジャン＝リュック・ベイカー | オリヴィア・スマート and ティム・ディーク |               |

## 賞金
各競技の上位成績者には、2023/2024 ISUグランプリシリーズの他大会と同様に以下の賞金が与えられる。
| 順位 | 賞金         |
| ---- | ------------ |
| 1位  | 18,000米ドル |
| 2位  | 13,000米ドル |
| 3位  | 9,000米ドル  |
| 4位  | 3,000米ドル  |
| 5位  | 2,000米ドル  |

競技後のエキシビション出演を断った場合は賞金から3,000米ドルを差し引かれるとされた。競技賞金がなかった選手のエキシビション出演には、シングルで200米ドル、ペア・アイスダンスで一組に付き300米ドル支払われるとされた。